# Carfilzomib
Carfilzomib es un medicamento  para el tratamiento del mieloma múltiple. Su uso fue aprobado por la Administración de Alimentos y Medicamentos de Estados Unidos (FDA) en julio de 2012.

## Indicaciones
Está indicado para el tratamiento del mieloma múltiple, en aquellos pacientes en los que la enfermedad no ha evolucionado bien después de ser tratada con otros fármacos, como bortezomib y talidomida.

## Mecanismo de acción
El carfilzomib es un inhibidor de los proteosomas. El proteosoma es un complejo proteico que se encuentra en el interior de la célula y es el encargado de realizar la degradación de proteínas no necesarias o dañadas. El efecto final del fármaco es favorecer la apoptosis o destrucción de las células tumorales.

## Efectos secundarios
Los más frecuentes son sensación de cansancio, anemia, náuseas, diarrea y fiebre.

## Administración
Se administra por vía intravenosa en ciclos de 28 días. Se inyecta 2 días consecutivos de 3 semanas sucesivas, tras un periodo de descanso de 12 días, se inicia un nuevo ciclo de terapia.